# Acanthephyra indica
Acanthephyra indica is een garnalensoort uit de familie van de Acanthephyridae. De wetenschappelijke naam van de soort is voor het eerst geldig gepubliceerd in 1925 door Balss.